# Свита Его Императорского Величества

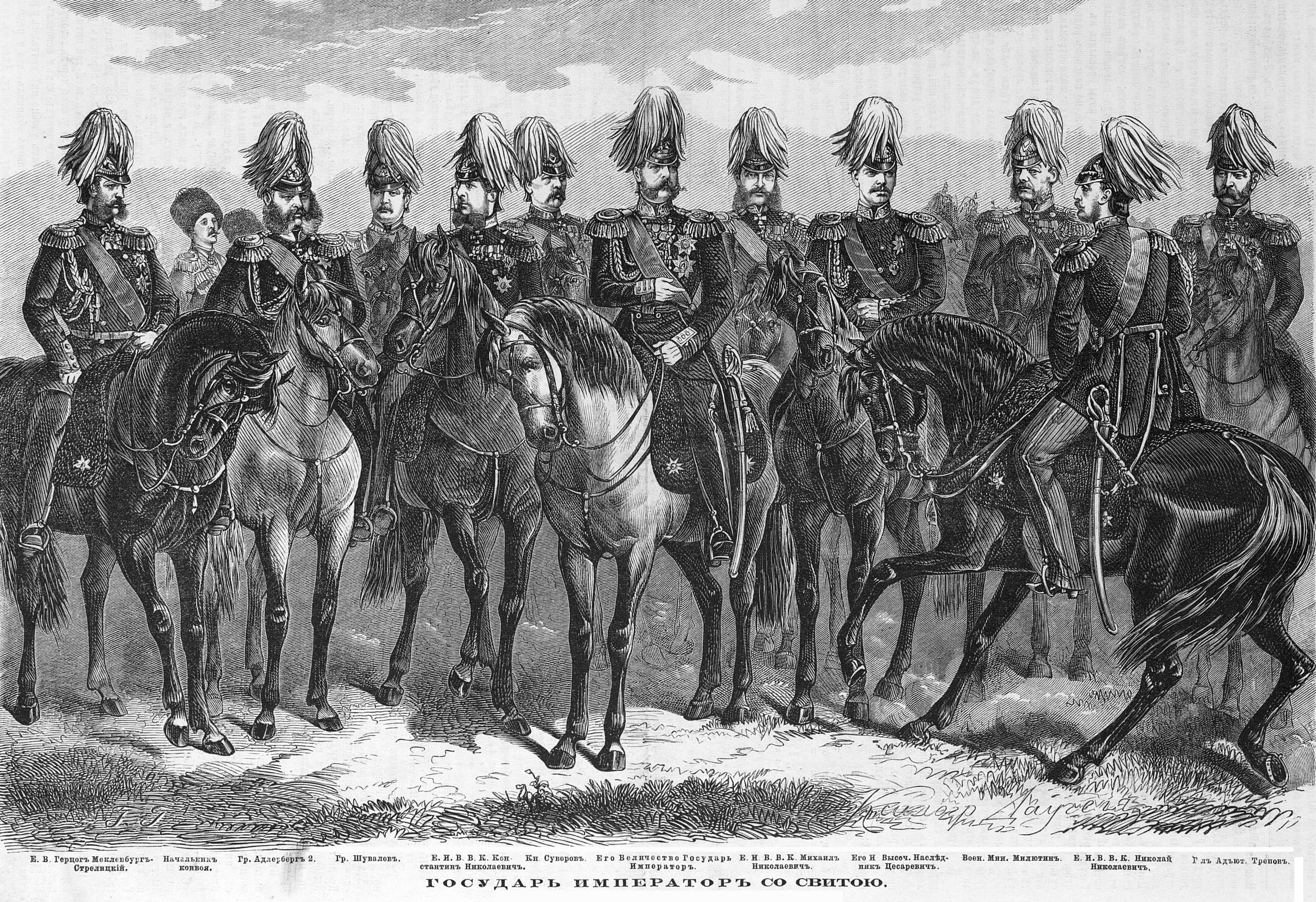
Александр II со свитой, 1869 год

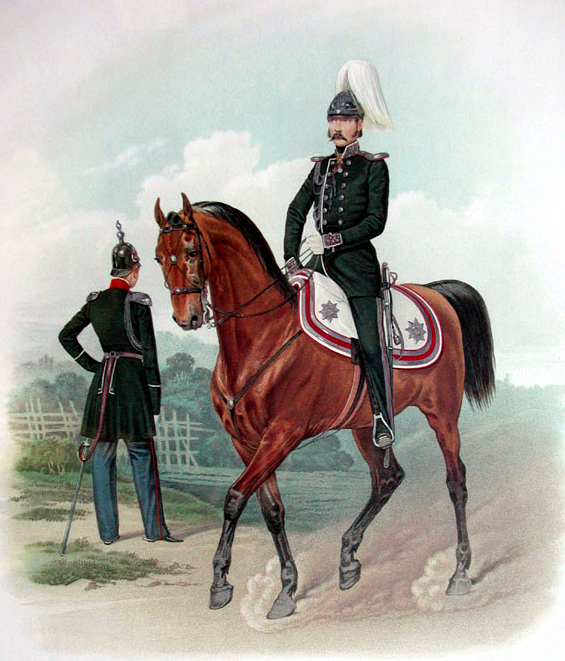
Пиратский К. К. Форма одежды Флигель-адъютантов Его Императорского Величества. 1855 год.

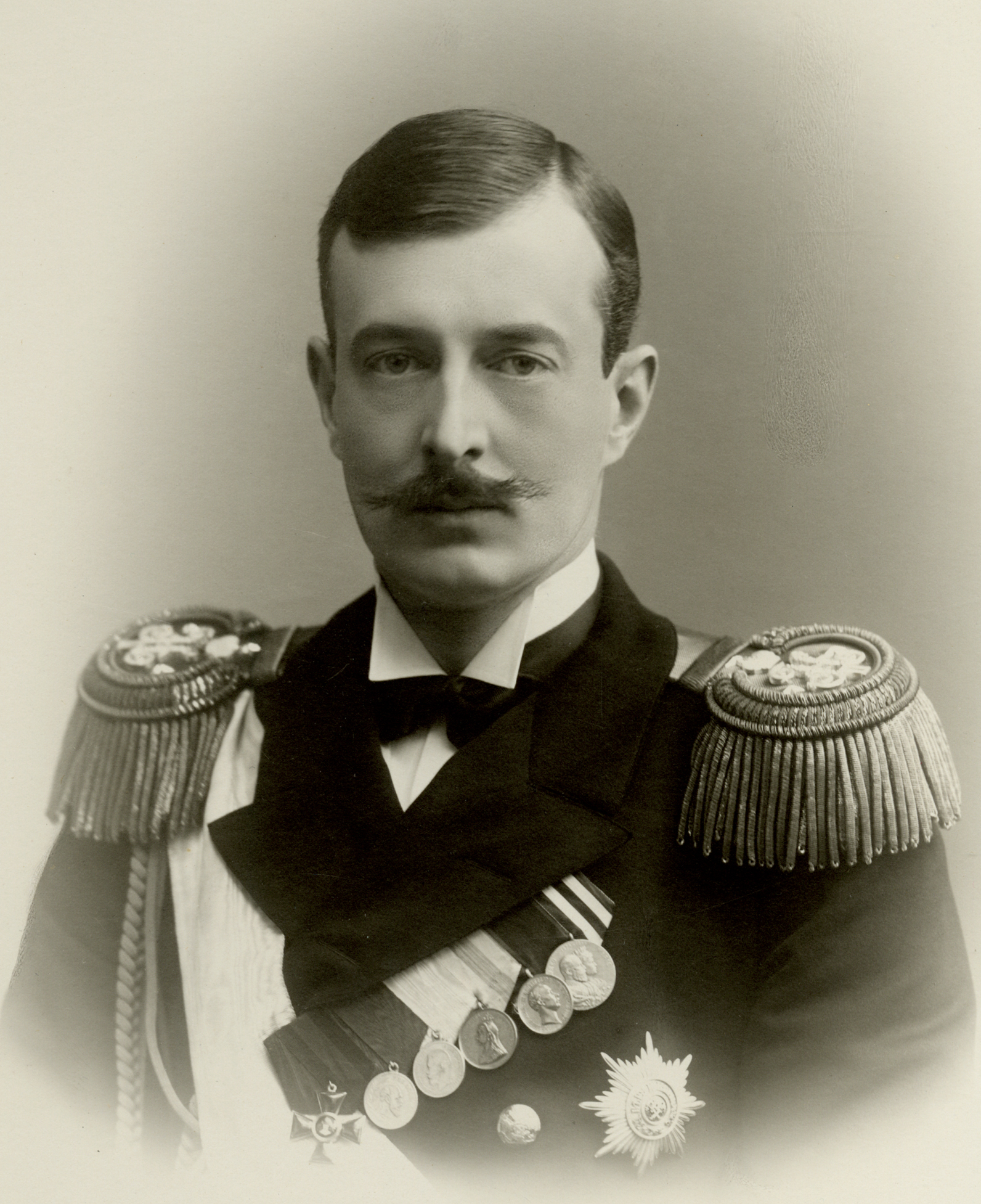
Свиты Е. И. В. контр-адмирал, великий князь Кирилл Владимирович

Сви́та Его́ (Её) Импера́торского Вели́чества, или Свита, или Е. И. В. Свита — в Российской империи в XVIII — начале XX века группа военных для особых поручений, состоявшая при императоре (императрице).

## История
Ещё до основания империи в Русском царстве при царе состояли военные, пользовавшиеся его особым доверием.
В начале XIX века учреждается Свита Его (Её) Императорского Величества. С 1843 года входила в состав Императорской Главной квартиры. Свита состояла из лиц, высочайше пожалованных следующими званиями.
- Состоящих при Особе Его Императорского Величества генералов (звание введено в царствование императора Александра I).
- Его (Её) Императорского Величества генерал-адъютантов (чин введён царём Петром I в 1711 году[2], в дальнейшем трансформировался в свитское звание).
- Свиты Его Императорского Величества генерал-майоров и контр-адмиралов (звания введены императором Николаем I соответственно в 1827 и в 1835 годах).
- Его (Её) Императорского Величества флигель-адъютантов (звание введено императрицей Екатериной II в 1775 году).

Кроме того, в Свиту с 1797 по 1801 год входили бригад-майоры Его Величества. Это звание было учреждено 7 января 1797 года высочайшим приказом Павла I.
За всю историю Свиты лишь один генерал-адъютант — Ф. П. Уваров — был высочайшим указом пожалован статусом старшего генерал-адъютанта.
Первоначально некоторые лица, входившие в Свиту, несли дежурство при Дворе и выполняли особые поручения императора (императрицы). С конца XVIII века пребывание в Свите окончательно перестало быть связанным с обязательным выполнением адъютантских обязанностей, свитские звания стали почётными. В XVIII веке свитские чины (первоначально соответствовавшие должностным обязанностям) были исключены из Табели о рангах.
К 1914 году в Свите Е. И. В. числились:
- 51 генерал-адъютант к Его Императорскому Величеству;
- 64 Свиты Его величества генерал-майора и контр-адмирала;
- 56 флигель-адъютантов Его Императорского Величества.

В их обязанности входило выполнение особых поручений императора (например, расследование беспорядков), сопровождение иностранных монархов и делегаций, дежурство при императоре. В середине XIX века на каждого свитского офицера приходится в среднем одно дежурство в два месяца.
Свитское звание давало ряд привилегий: право свободного прохода в императорский дворец, право подачи рапортов на имя императора и т. п.
Звания генерал-адъютантов, генералов Свиты и флигель-адъютантов были упразднены приказом по военному ведомству от 21 марта 1917 года. Сведений об издании нормативно-правового акта об упразднении звания контр-адмирала Свиты не имеется.
Свиту Его Императорского Величества не следует путать с Свитой Его Императорского Величества по квартирмейстерской части, существовавшей с 1796 по 1843 год и являвшейся важным органом в системе военного управления русской армии.